# Mercator-Verlag
Der Mercator-Verlag ist ein in Duisburg ansässiger Buchverlag mit Schwerpunkt in der Regionalgeschichte des Niederrheins und des Ruhrgebietes.

## Geschichte
Der Verlag wurde 1953 von Gert Wohlfarth als Carl Lange Verlag in Duisburg gegründet und 1966 in Mercator-Verlag umbenannt. 1978 wurde er mit dem Verlag Fachtechnik des Verlegers Gert Wohlfarth in die Gert Wohlfarth GmbH integriert. 1998 wurde der Walter Braun Verlag in Duisburg, von dem die Duisburger Forschungen herausgegeben werden, integriert. 2013 firmierte der Verlag in Verlagshaus Wohlfarth GmbH um. Seit 2017 ist der Mercator-Verlag unabhängig unter der Geschäftsführung von Jutta und Susanne Nagels. 2018 wurde am neuen Geschäftssitz in Duisburg-Ruhrort zusätzlich eine Buchhandlung mit dem Namen Mercator-Buchladen eröffnet.